# Bruno Faidutti

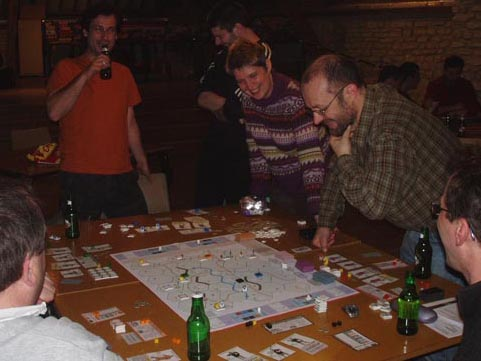
Faidutti (rechts) beim Testen eines Spieles

Bruno Faidutti (* 23. Oktober 1961) ist ein französischer Spieleautor.

## Leben
Er ist in Deutschland vor allem durch das Spiel Ohne Furcht und Adel (inzwischen unter dem internationalen Namen Citadels auch in Deutsch veröffentlicht) bekannt geworden, das beim Hans im Glück Verlag erschienen ist. Es stand auf der Auswahlliste für das Spiel des Jahres 2000. Bruno Faidutti hat Rechtswissenschaften, Wirtschaft und Geschichte studiert und in Geschichte über die Mythologie des Einhorns promoviert. Er lebt und arbeitet als Gymnasiallehrer agrégé in Paris.
Sehr wichtig ist dem bekennenden Poker-Fan Faidutti das Bluff-Element. Dieses lässt sich beispielsweise in seinem Kartenspiel Ohne Furcht und Adel wiederfinden. Faidutti ist Autor mehrerer Kartenspiele, die trotz des einfachen Spielmaterials eine außergewöhnliche Spieltiefe haben. Andere wichtige und erfolgreiche Titel von Bruno Faidutti sind: Bongo, Tal der Mammuts, Tschach, Mission Planete Rouge und Warrior Knights.
Für seine Website schreibt er regelmäßig über Spieldesign und -philosophie.

## Auszeichnungen
- Spiel des Jahres
  - Ohne Furcht und Adel: nominiert 2000
  - Boomtown: Empfehlungsliste 2005
  - Diamant: Empfehlungsliste 2005
- Deutscher Spiele Preis
  - Ohne Furcht und Adel: 6. Platz 2000
- International Gamers Award
  - Ohne Furcht und Adel: nominiert 2001
  - Diamant: nominiert 2005
- à la carte Kartenspielpreis
  - Ohne Furcht und Adel: 1. Platz 2000
- Spiel der Spiele
  - Iglu Iglu: Spiele Hit mit Freunden 2004
  - Diamant: Spiele Hit für Viele 2005
- Jeu de l’Année
  - Das Halsband der Königin: nominiert 2004
- Niederländischer Spielepreis
  - Ohne Furcht und Adel: Gewinner 2001

## Ludografie (Auswahl)
- 1985: Les Sales mômes (Beilage der Zeitschrift Jeux & Stratégie)
- 1985: Baston (Jeux Actuels)
- 1989: Tschach
- 1991: Das Tal der Mammuts (auf Deutsch 2001 veröffentlicht)
- 1995: Das Geheimnis der Abtei
- 1996: China Moon
- 2000: Democrazy
- 2000: Corruption
- 2000: Citadels (auf Deutsch zuerst als Ohne Furcht und Adel)
- 2000: Castel
- 2000: Bongo!
- 2001: Vabanque
- 2001: Drachengold
- 2001: Der König der Diebe (mit Michael Schacht)
- 2002: Drachenfaust (mit Michael Schacht)
- 2003: Terra
- 2003: Das Halsband der Königin (mit Bruno Cathala)
- 2003: Gold und Rum (mit Alan R. Moon)
- 2003: Babylon
- 2003: Iglu Iglu (mit Bruno Cathala)
- 2004: Boomtown (mit Bruno Cathala)
- 2004: Mission: Red Planet (mit Bruno Cathala)
- 2005: Doppelagent (mit Ludovic Maublanc)
- 2005: Key Largo (mit Paul Randles und Mike Selinker)
- 2005: Diamant (mit Alan R. Moon)
- 2006: Warrior Knights (mit Derek Carver, Pierre Cléquin und Corey Konieczka)
- 2006: Silk Road (mit Ted Cheatham)
- 2007: Chicago Poker (mit Bruno Cathala)
- 2008: Roter November (mit Jef Gontier)
- 2009: Pony Express (mit Antoine Bauza)
- 2009: Unter schwarzer Flagge
- 2009: Ad Astra (mit Serge Laget)
- 2010: SmileyFace (mit Gwenaël Bouquin)
- 2011: Isla Dorada (mit Andrea Angiolino, Alan R. Moon und Pier Giorgio Paglia)
- 2011: Lost Temple
- 2011: Der König der Zwerge
- 2013: Mascarade
- 2013: Formula E (mit Sérgio Halaban und André Zatz)
- 2015: Warehouse 51 (mit Sérgio Halaban und André Zatz)
- 2015: Raptor (mit Bruno Cathala)
- 2015: Aufbruch zum roten Planeten (Zweite Auflage von Mission: Red Planet; mit Bruno Cathala)
- 2015: Attila
- 2016: Waka Tanka
- 2016: HMS Dolores (mit Eric M. Lang)
- 2016: Argo (mit Serge Laget)
- 2017: Secrets (mit Eric M. Lang)
- 2017: Nutz!
- 2017: King's Life (mit Gwenaël Bouquin)
- 2017: Kamasutra
- 2017: Junggle (mit Anja Wrede)
- 2017: Chawaï
- 2018: Greedy Kingdoms (mit Hayato Kisaragi)
- 2018: Dragons